# Felix Anthony Machado
Felix Anthony Machado (Karadi, perto de Vasai, 6 de junho de 1948) é um prelado indiano da Igreja Católica, arcebispo ad personam emérito de Vasai.
Felix Anthony Machado estudou Interart Studies (literatura e arte) na Universidade de Mumbai (M.A.), depois teologia no St. Pius X College em Goregaon (Mumbai) e na Universidade Católica de Lyon, onde obteve uma licenciatura em teologia em 1976. Em 30 de outubro de 1976 foi ordenado sacerdote. Depois de anos como ministro da igreja, ele foi para os EUA e estudou Missiologia na Maryknoll School of Theology and Dogmatics na Fordham University em Nova York. Lá ele recebeu seu doutorado em 1984. teológico Doutorado. De 1984 a 1993 lecionou dogmática e missiologia no Colégio São Pio X em Goregaon. Desde 1993 trabalhou no departamento da Ásia do Pontifício Conselho para o Diálogo Inter-religioso, de 1999 a 2008 foi seu subsecretário (sottosegretario). Ao mesmo tempo, lecionou na Pontifícia Universidade Urbaniana e na Pontifícia Universidade Auxilium. Com a criação da Diocese de Vasai em 22 de maio de 1998, foi incardinado em seu clero.
Papa Bento XVI o nomeou arcebispo ad personam de Nashik em 16 de janeiro de 2008. O arcebispo de Bombaim, cardeal Oswald Gracias, o consagrou bispo em 8 de março do mesmo ano; Os co-consagradores foram Valerian D'Souza, bispo de Poona, e Thomas Bhalerao SJ, ex-bispo de Nashik. Em 10 de novembro de 2009 foi nomeado arcebispo ad personam de Vasai.
Em 8 de julho de 2020, o Papa Francisco o nomeou membro do Pontifício Conselho para o Diálogo Interreligioso.
Teve sua renúncia aceite pelo Papa Francisco em 6 de junho de 2024.